# MPEG-2

MPEG-2適用於数字视频广播和数字多功能光碟其中的TS，以及MPEG program stream，皆屬於容器格式。

MPEG-2是“运动图像和相关音频信息的通用编码”的标准。它用了有损视频压缩和有损音频数据压缩方法的组合，允许使用当前可用的存储媒体和传输带宽存储和传输电影。虽然MPEG-2的效率不如H.264/AVC和H.265/HEVC等新标准，但与现有硬件和软件的向后兼容性意味着它仍在广泛使用，例如在无线数字电视广播和DVD-Video中。
第1部分的MPEG - 2解決互相結合的一個或多個基本碼流的視頻和音頻，以及其他數據為一個或多個位元流，其他數據適合儲存或傳輸。 具體來說有兩種形式：程式流和傳輸流。
程式流是類似於 MPEG - 1系統的多重。它的結果從一個或多個Packetised Elementary Streams（PES）的結合，其中有一個共同的時間基準。 而程式流是專門使用在相對無錯誤的環境和適當的應用，這有可能干涉到軟體處理。程式流封包可能會成為易變且相對長的長度。
傳輸流結合一個或多個PES，使具有一個或多個獨立時基(time bases )的PES成為一個流。從一個程式中 基本流(Elementary streams )共享一個共同的時基。 傳輸流是專為使用在有可能發生錯誤的環境，如存儲或傳輸損耗或嘈雜的媒體。 傳輸流的封包有188位元組。
第2部分的MPEG - 2建立在強大的壓縮視頻功能的MPEG - 1水準，提供範圍廣泛的編碼工具。 這些提供不同的功能。 在1994年11月時，MPEG - 2視頻最終認可時。使用現有的編碼工具的MPEG - 2視頻，而具有處理的圖片有顏色分辨率4:2:2和較高的位元率( bitrate)的能力。.在經過一組進行了對照試驗證實了 MPEG - 2比MPEG視頻更好，而且在許多情況下時，在位元率或演播室應用的標準或規格有更好的發展。 4:2:2模式已在1996年1月最終批准，現在是MPEG - 2視頻一個不可或缺的部分。而Multiview Profile 是一個使用現有的MPEG - 2視頻編碼工具，它可以進行編碼視頻序列在兩個鏡頭拍攝的同一場景而他們微小角度之間，在1996年7月最終批准。
MPEG-2技术也应用在了HDTV传输系统和蓝光光盘中。
MPEG-2的第三部分定义了音频压缩标准。用指定的編碼表示，可以用來壓縮音頻序列-包括單聲道和立體聲。该部分改进了MPEG-1的音频压缩，支持两通道以上的音频。MPEG-2音频压缩部分也保持了向后兼容的特点。
MPEG的第四和第五部分- 對應於第四部分和第五部分的MPEG - 1。 
第四部分指定如何測試驗證碼流和解碼器是否符合要求所指明的第1，第2和第3的MPEG - 1標準。這些測試可以驗證廠家的編碼器和他們的客戶，是否有有效的位元流產生。
第五部分在技術上沒有一個標準，具有一個技術報告，提出了一個完整的軟體實施前三部分的MPEG - 1標準。
MPEG-2的第七部分定义了不能向后兼容的音频压缩。该部分提供了更强的音频功能。通常我们所说的MPEG-2AAC指的就是这一部分。
MPEG-2的第八部分，原計劃進行編碼的視頻時，輸入樣本為10位。 在進行這部分工作之後，因為一些因素而停止開發。
MPEG-2的第十部分是一致性測試的一部分。

## 标准技术细节
一个MPEG-2系统流一般包括两个基本元素：
- 視訊数据 + 时间戳
- 音频数据 + 时间戳

以下為MPEG-2中用到的重要壓縮技巧:

### 空间上的冗馀去除
视讯资料的一个特性是空间冗馀。一般来说，在同一张画面上必有一些共通特性，也许是色彩上的，也许是几何上的，或是其它特征值得到的。所谓的空间冗馀去除，就是要识别出画面中重要的元素，并移除重复且较无影响的元素的动作。MPEG-2用到色彩取样，离散馀弦变换等冗馀去除手法。

### 时间上的冗馀去除
视讯资料的另一个特性是时间上的冗馀。一般播放的视讯，其实只是一连串连续的图像序列，然而因为人类视觉的视觉暂留现象，所以会有连贯影像的错觉。而此种视讯因为画面间时间间隔甚小，因此相临的画面几无差异，大多只是图像内容的位置变化。因为有此现象产生，所以我们可以利用除去在时间轴上画面与画面的相似性造成的冗馀来进行压缩。MPEG-2用的动态补偿即為此類手法，在做动态补偿之前，首先将画面分为16x16的大区块（Macro-block，MB），然后找寻其在参考画面（Reference Picture）中近似的大区块所在位置，并将由目标大区块到参考大区块间位置的坐标差记录成动态向量（Motion Vector）。参考画面在该画面之前，称为向前预测（Forward Prediction）；参考画面在该画面之后，称为向后预测（Backward Prediction）；而参考画面在该画面前后都有，称为双向预测（Bi-directionally Prediction）。而整个找寻动态向量的过程称为动态估计（Motion Estimation），常见的有区块匹配法（Block Match Method）及递回法（Recursive Method）。

## 視訊编码概述
MPEG-2图像压缩的原理是利用了图像中的两种特性：空间相关性和时间相关性。这两种相关性使得图像中存在大量的冗余信息。如果我们能将这些冗余信息去除，只保留少量非相关信息进行传输，就可以大大节省传输频带。而接收机利用这些非相关信息，按照一定的解码算法，可以在保证一定的图像质量的前提下恢复原始图像。
MPEG-2視訊通常包含多个GOP（Group Of Pictures），每一个GOP包含多个帧（frame）。帧的帧类（frame type）通常包括I-帧（I-frame）、P-帧（P-frame）和B-帧（B-frame）。其中I-帧采用帧内编码，P-帧采用前向估计，B-帧采用双向估计。
I帧图像采用帧内编码方式，仅使用本身的画面资料进行空间的冗馀去除，并没有参考其他画面的资料，我们称为Intra模式大区块（Intra Mode Macro-block）。在I帧图像中，所有的大区块皆为Intra模式大区块。I帧图像可以做为视讯资料流中的索引点，也是提供随机存取能力的主要来源。I画面通常在视讯序列或画面群组的第一张，解码时I画面可独立解码，并做为P及B画面的参考影像的来源。由于不须参考其他画面，因此无法得到消除时间上冗馀的好处，因此压缩率较差。
P帧和B帧图像采用帧间编码方式，即同时利用了空间和时间上的相关性。P帧图像会使用参考画面（Reference Picture），这些参考画面可为该帧前面最近的I帧或P帧。编码时，在P帧中的大区块，若能在参考画面上找到相对应的大区块，则用动态补偿方式做预测编码（Predictive Coding）；若找不到，则以Intra模式做编码。由于加入消除时间上冗馀的技术，因此其编码效率较高。B帧图像采用双向时间预测，会使用到前面及后面两个方向参考画面的资料。如同P帧一样，可以大大提高压缩倍数。值得注意的是，由于B帧图像采用了未来帧作为参考，因此MPEG-2编码码流中图像帧的传输顺序和显示顺序是不同的。
B帧拥有最高的编码效率，然画质最差，故本身不再做为其他预测编码用。
MPEG-2的编码码流分为六个层次。为更好地表示编码数据，MPEG-2用句法规定了一个层次性结构。它分为六层，从上至下依次为：视频序列层（Sequence），图像组层（GOP: Group of Picture），图像层（Picture），像条层（Slice），宏块层（Macro Block）和像块层（Block）。可以看到，除宏块层和像块层外，上面四层中都有相应的起始码（Start Code，SC），可用于因误码或其它原因收发两端失步时，解码器重新捕捉同步。因此一次失步将至少丢失一个像条的数据。
一般来说输入視訊格式是25（CCIR标准）或者29.97（FCC）帧／秒。
MPEG-2支持隔行扫描和逐行扫描。在逐行扫描模式下，编码的基本单元是帧。在隔行扫描模式下，基本编码可以是帧，也可以是场（field）。
原始输入图像首先被转换到YCbCr色彩空间。其中Y是亮度，Cb和Cr是两个色度通道。对于每一通道，首先采用块分割，然后形成“宏块”（macroblocks），宏块构成了编码的基本单元。每一个宏块再分割成8x8的小块。色度通道分割成小块的数目取决于初始参数设置。例如，在常用的4:2:0格式下，每个色度宏块只采样出一个小块，所以三个通道宏块能够分割成的小块数目是4+1+1=6个。
对于I-帧，整幅图像直接进入编码过程。对于P-帧和B-帧，首先做运动补偿。通常来说，由于相邻帧之间的相关性很强，宏块可以在前帧和后帧中对应相近的位置找到相似的区域匹配的比较好，这个偏移量作为运动向量被记录下来，运动估计重构的区域的误差被送到编码器中编码。
对于每一个8×8小块，离散余弦变换把图像从空间域转换到频域。得到的变换系数被量化并重新组织排列顺序，从而增加长零的可能性。之后做游程编码（run-length code）。最后作哈夫曼编码（Huffman Encoding）。
I帧编码是为了减少空间域冗余，P帧和B帧是为了减少时间域冗余。
GOP是由固定模式的一系列I帧、P帧、B帧组成。常用的结构由15个帧组成，具有以下形式IBBPBBPBBPBBPBB。GOP中各个帧的比例的选取和带宽、图像的质量要求有一定关系。例如因为B帧的压缩时间可能是I帧的三倍，所以对于计算能力不强的某些实时系统，可能需要减少B帧的比例。
MPEG-2输出的比特流可以是匀速或者变速的。最大比特率，例如在DVD应用上，可达10.4 Mbit/s。如果要使用固定比特率，量化尺度就需要不断的调节以产生匀速的比特流。但是，提高量化尺度可能带来可视的失真效果。比如马赛克现象。

## 音频编码
MPEG-2的音频编码包括：
- 使用一半的取樣速率處理低位元速率的音頻。
- 多通道编码達到5.1個通道
- 提供MPEG-2 AAC，且不能向後兼容[2]。

## MPEG-2在DVD上的应用
DVD中采用了MPEG-2标准并引入如下技术参数限制：
- 分辨率
  - 720×480, 704×480, 352×480, 352×240 像素（NTSC制式）
  - 720×576, 704×576, 352×576, 352×288 像素（PAL制式）
- 纵横比
  - 4:3
  - 16:9
- 帧率（帧播放速度）
  - 59.94场／秒，23.976帧／秒，29.97帧／秒（NTSC）
  - 50场／秒，25帧／秒（PAL）
- 視訊+音频比特率
  - 平均最大缓冲区9.8 Mbit/s
  - 峰值15 Mbit/s
  - 最小值300 Kbit/s
- YUV 4:2:0
- 字幕支持
- 内嵌字幕支持（NTSC only）
- 音频
  - LPCM编码：48kHz或96kHz；16或24-bit；最多可达6声道
  - MPEG Layer 2（MP2）：48 kHz，可达5.1声道
  - 杜比数字-Dolby Digital（DD，也称为AC-3）：48 kHz，32-448 kbit/s，可达5.1声道
  - 数字家庭影院系统-Digital Theater Systems（DTS）：754 kbit/s或1510 kbit/s
  - NTSC制式DVD必须包含至少一道LPCM或Dolby Digital
  - PAL制式DVD必须包含至少一道MPEG Layer 2、LPCM或者Dolby Digital
- GOP结构
  - 必须为GOP提供序列的头信息
  - GOP最大可含帧数目：18（NTSC）/15（PAL）

## MPEG-2在DVB下应用
DVB-MPEG相关技术参数：
- 標清電視（SDTV）必须符合以下一种分辨率：
  - 720×480像素，24/1.001，24，30/1.001或30帧／秒
  - 640×480像素，24/1.001，24，30/1.001或30帧／秒
  - 544×480像素，24/1.001，24，30/1.001或30帧／秒
  - 480×480像素，24/1.001，24，30/1.001或30帧／秒
  - 352×480像素，24/1.001，24，30/1.001或30帧／秒
  - 352×240像素，24/1.001，24，30/1.001或30帧／秒
  - 720×576像素，25帧／秒
  - 544×576像素，25帧／秒
  - 480×576像素，25帧／秒
  - 352×576像素，25帧／秒
  - 352×288像素，25帧／秒
- 高清電視（HDTV）必须符合以下一种分辨率：
  - 720×576×50幀／秒逐行掃描（576p50）
  - 1280×720×25或50幀／秒逐行掃描（720p50）
  - 1440或1920×1080×25幀／秒逐行掃描（1080p25 = 電影模式）
  - 1440或1920×1080×25幀／秒隔行掃描（1080i50）

## MPEG-2和ATSC
- 必须符合以下一种分辨率：
  - 1920 × 1080像素，最多60帧／秒（1080i）
  - 1280 × 720像素，最多60帧／秒（720p）
  - 720 × 576像素，最多50帧／秒，25帧／秒（576i，576p）
  - 720 × 480像素，最多60帧／秒，30帧／秒（480i，480p）
  - 640 × 480像素，最多60帧／秒

注：1080i按1920×1080像素编码，但是最后8行在显示时抛弃。

## MPEG-2标准文档号码
- ISO/IEC 13818-1：系统-描述视频和音频的同步和多路技术
- ISO/IEC 13818-2：视频-视频压缩
- ISO/IEC 13818-3：音频-音频压缩，包括多通道的MP3扩展。
- ISO/IEC 13818-4：测试规范
- ISO/IEC 13818-5：仿真软件
- ISO/IEC 13818-6：DSM-CC（Digital Storage Media Command and Control）扩展
- ISO/IEC 13818-7：Advanced Audio Coding（AAC）
- ISO/IEC 13818-9：实时接口扩展
- ISO/IEC 13818-10：DSM-CC规范
- ISO/IEC 13818-11: IPMP on MPEG-2 systems

## 专利持有者
- MPEG-2核心技术大约涉及640个专利，这些专利主要集中在20间公司和一间大学

| 组织                            | 专利数 |
| ------------------------------- | ------ |
| 阿尔卡特朗讯                    | 33     |
| 佳能                            | 2      |
| 思科系统                        | 13     |
| 哥倫比亞大學                    | 9      |
| 法國電信（CNET）                | 7      |
| 富士通                          | 6      |
| GE Technology Development, Inc. | 75     |
| General Instrument Corp.        | 4      |
| 日立                            | 7      |
| KDDI                            | 2      |
| LG集團                          | 8      |
| 松下電器                        | 55     |
| 三菱                            | 119    |
| 日本電信電話（NTT）             | 2      |
| Philips                         | 99     |
| 罗伯特·博世公司                 | 5      |
| 三星                            | 38     |
| 三洋電器                        | 1      |
| 夏普                            | 1      |
| 索尼                            | 311    |
| Thomson Licensing S.A.          | 198    |
| JVC                             | 39     |
| 東芝                            | 9      |